# Białka (województwo podkarpackie)
Białka – wieś w Polsce położona w województwie podkarpackim, w powiecie rzeszowskim, w gminie Błażowa.
Na przełomie XIX/XX wieku właścicielem dóbr Białka był Zdzisław Skrzyński (1846-1927).
| SIMC    | Nazwa     | Rodzaj    |
| ------- | --------- | --------- |
| 0643896 | Doły      | część wsi |
| 0643904 | Dół       | część wsi |
| 0643910 | Góra      | część wsi |
| 0643927 | Kamieniec | część wsi |
| 0643933 | Podlas    | część wsi |
| 0643940 | Wilczak   | część wsi |

W latach 1975–1998 miejscowość administracyjnie należała do województwa rzeszowskiego.